# Zaprudnoe
Zaprudnoe är en sjö i Antarktis. Den ligger i Östantarktis. Australien gör anspråk på området. Zaprudnoe ligger 191 meter över havet.